# خوسيه مانويل برونيه
خوسيه مانويل برونيه (بالإسبانية: José Manuel Brunet)‏ هو مبارز بالسيف أرجنتيني، (ولد في بوينس آيرس في الأرجنتين 1894  م).

## وصلات خارجية
- خوسيه مانويل برونيه على موقع أوليمبيديا (الإنجليزية)